# 松田侑子
松田 侑子（まつだ ゆうこ、1992年5月3日 - ）は日本のタレント。千葉県出身。株式会社EBAプロダクション所属.

## 略歴
2004年、小学6年生の時から劇団に入り、最初はエキストラなどだけの出演であったが、すぐにその才能を開花させ、テレビや映画で役付きをもらう。広告のモデルとしても活躍。この時14歳。その後、所属事務所をEBAプロダクションに移した。高校受験の為に一旦、活動を休止して、合格後、2008年3月に歌手としてライブやイベントで活動を開始。5月には初のデジタル写真集を発売している。

## 出演

### 映画
- 幸福な食卓
- 怪談新耳袋

### テレビ番組
- 対岸の彼女（WOWOW）
- 女王の教室SP（日本テレビ）
- 内村プロデュース（テレビ朝日）
- こたえてちょーだい!（フジテレビ）

### CM
- 東京ディズニーシー
- 大日本住友製薬
- ハウススープカリー

### 写真集
- 松田侑子デジタル写真集